# Blahomír Žahour
Blahomír Žahour (7. října 1889 ve Vodňanech – 2. ledna 1972 v Praze), byl středoškolský učitel, spoluredaktor časopisu Pravda a zakladatel městské galerie ve Vodňanech.

## Život
Narodil ve Vodňanech, kde strávil své dětství. V deseti letech mu zemřel otec a osiřelá rodina se přestěhovala k babičce do Písku. Zde nastoupil do gymnázia, kde studoval čtyři roky, pak studoval dva roky v Uherském Hradišti a v roce 1910 ukončil studium na gymnáziu v Českých Budějovicích. Po střední škole pokračoval na Filozofické fakultě Univerzity Karlovy v Praze, kde studoval klasické jazyky. Promoval roku 1915 a stal se doktorem filozofie.
Působil jako středoškolský profesor s aprobací pro latinu, řečtinu a češtinu na gymnáziích v Příbrami, pak krátce na gymnáziu v Resslově ulici v Praze, dále na dívčím lyceu Chrudimi a na gymnáziu v Havlíčkově Brodě. Od roku 1922 vyučoval na českém gymnáziu Školského spolku Komenský ve Vídni, roku 1933 zde byl jmenován ředitelem.
Blahomír Žahour vyvíjel aktivitu ve vídeňských českých spolcích a publikoval v krajanském tisku. Stal se členem a později místopředsedou Českého srdce československé sociální péče v Rakousku. Po anexi Rakouska v roce 1938 se vrátil do Prahy na místo ředitele gymnázia ve Slezské ulici. V roce 1942 byl z důvodu mimoškolní politické činnosti v čele české menšiny, kterou vyvíjel při svém předchozím působení ve Vídni, poslán do předčasné penze. V roce 1944 byl uvězněn v pracovním koncentračním táboře v Klettendorfu (Klecina), části polského města Vratislavi. Po skončení 2. světové války se stal ředitelem gymnázia v Praze 9. V šedesáti letech svého věku, v roce 1949, odešel do výslužby.
Byl členem Klubu Za starou Prahu. Zemřel v lednu 1972 a je pohřben na Vyšehradském hřbitově.

## Založení galerie
Blahomír Žahour byl po celý život ctitelem výtvarného umění a byl jeho velkým znalcem. Jelikož byl bezdětný, rozhodl se na sklonku svého života svým rodným Vodňanům věnovat všechen svůj majetek, který byl výsledkem celoživotní práce jeho a již zemřelé manželky Anny Žahourové. Pomohl tak k vytvoření městské galerie v budově radnice ve Vodňanech. Svou sbírku obrazů převážně českých malířů v letech 1966 a 1967 postupně předával vodňanskému muzeu. Sbírka obrazů, která čítala 157 obrazů od 95 umělců byla představena veřejnosti 25. prosince 1967 ve třech sálech vodňanské radnice. Jednalo se například o díla malířů Václava Brožíka, Oldřicha Blažíčka, Oty Bubeníčka, Jana Dědiny, Františka Elhenického, Antonína Hudečka, Aloise Kalvody, Františka Kavána, Jana Kojana, Otakara Lebedy, Gustava Macouna, Aloise Moravce, Jaroslava Panušky, Vojtěcha Sedláčka, Václava Špály, Joži Úprky, Františka Ženíška aj.
V dubnu 1968 v prostorách radnice vypukl požár, podařilo se ho včas uhasit a umělecká díla uchránit. Prostory galerie byly rekonstruovány a rozšířeny o další sály. Tím byla vytvořena stálá expozice výtvarného umění a připraveny výstavní prostory. Zrekonstruovaná městská galerie, pojmenovaná po manželech Žahourových, byla slavnostně znovuotevřena 8. června 1969.
Kromě darů pro městské muzeum Blahomír Žahour poskytl dar i církvi – v roce 1971 daroval tři vitrážová okna kostelu Narození Panny Marie ve Vodňanech.

## Galerie

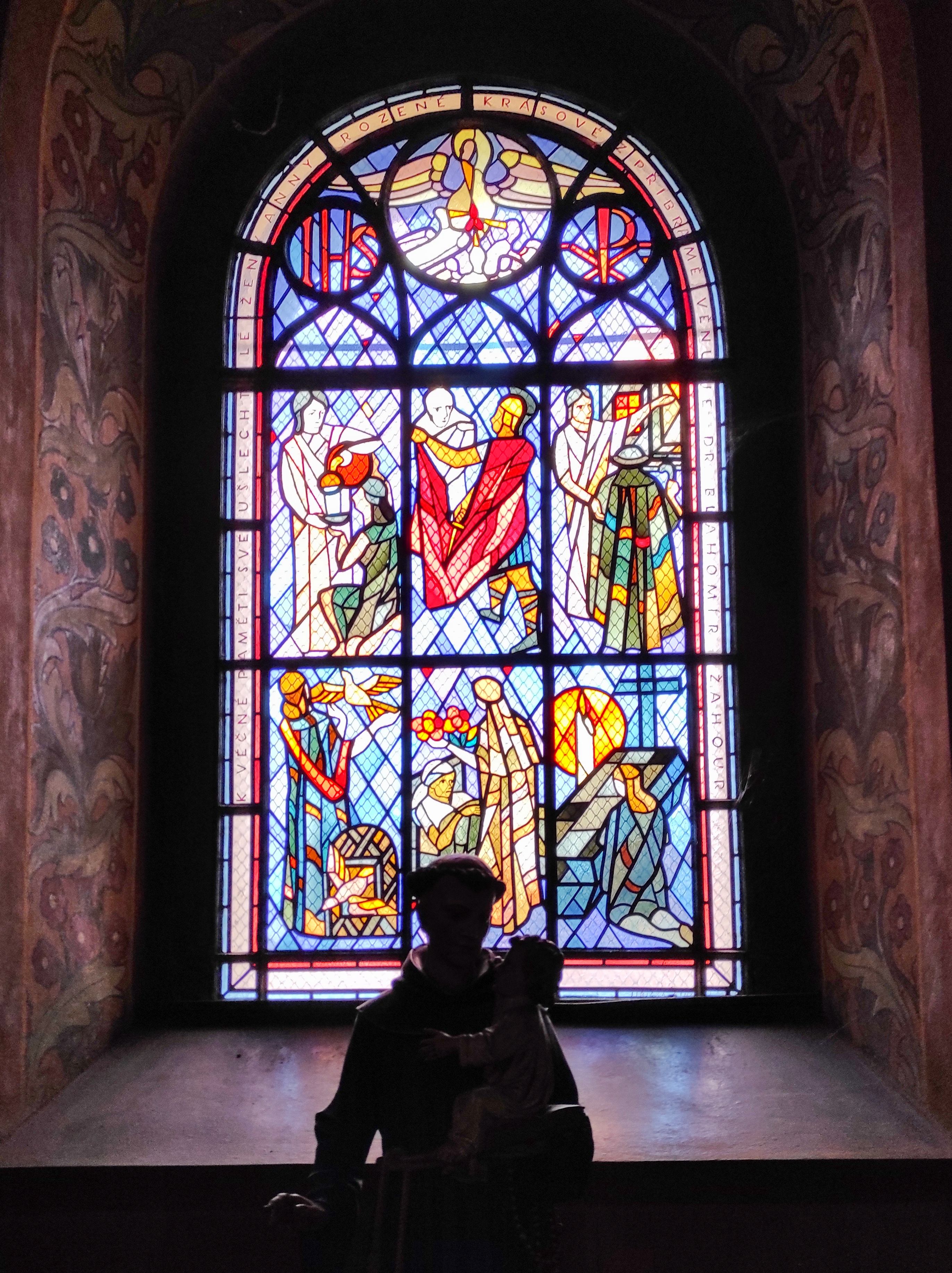
Vitráž na památku manželky Anny, rozené Krásové
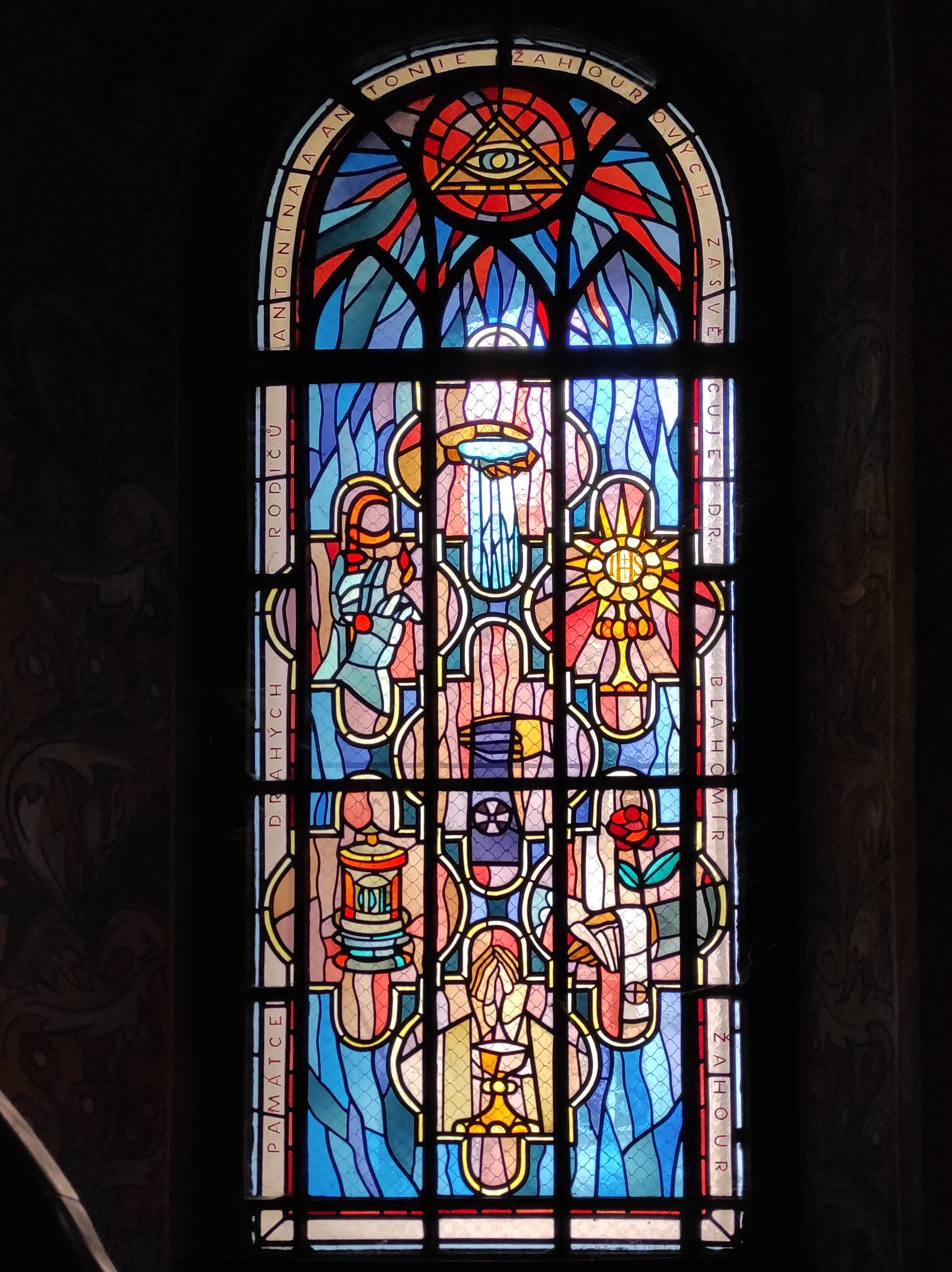
Vitráž na památku rodičů Antonína a Antonie Žahourových
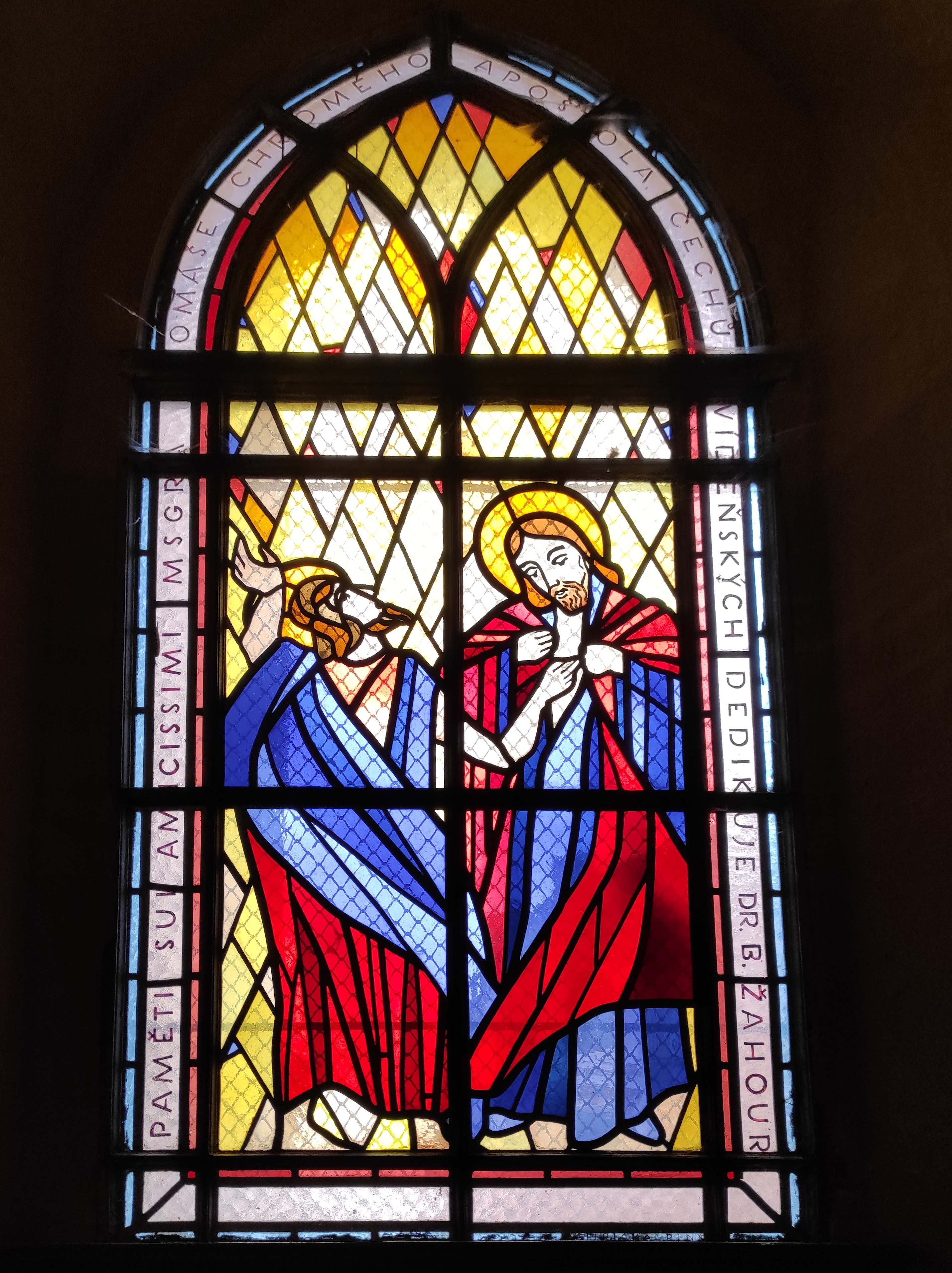
Vitráž na památku Msgre. Tomáše Chromého, apoštola vídeňských Čechů